# Oliver Baumann
Oliver Baumann, född 2 juni 1990, är en tysk fotbollsmålvakt som spelar för 1899 Hoffenheim.

## Karriär
Den 14 maj 2014 värvades Baumann av 1899 Hoffenheim, där han skrev på ett fyraårskontrakt. Säsongen 2014/2015 spelade Baumann 34 matcher i Bundesliga och tre matcher i DFB-Pokal. Säsongen 2015/2016 spelade han 33 ligamatcher och en cupmatch.
Säsongen 2016/2017 spelade Baumann 34 ligamatcher och två cupmatcher. Säsongen 2017/2018 spelade han 34 ligamatcher, två matcher i Champions League och fem matcher i Europa League.